# Børnemagt (dokumentarfilm)
Børnemagt er en dansk dokumentarfilm fra 1973 instrueret af Voja Milandinovich.

## Handling
I det danske samfund findes der en del minoritetsgrupper, som med forskellig baggrund prøver at skabe deres egen revolution. Filmen handler om Børnemagt, som den var i begyndelsen af 1970'erne. De unge mellem 8 og 18 år fortæller selv i filmen om deres kamp mod de voksnes dominans.